# Ung man med dödskalle
Ung man med dödskalle är en oljemålning av den nederländske barockkonstnären Frans Hals. Den utfördes omkring 1626–1628 och ingår sedan 1980 i samlingarna på National Gallery i London.
Den unge mannen är målad med briljant spänst och spontanitet. Det finns inga spår av undermålningar. Bilden ger en stark känsla av egenart och rörelse hos ynglingen vars verkliga närvaro antyds genom den hand som han sträcker fram mot betraktaren. Målningen är troligen inte ett porträtt utan en så kallad vanitas, det vill säga ett vid tiden vanligt konstmotiv som påminner om livets förgänglighet. Dödskallen föreställer döden medan ynglingen symboliserar ungdom och livskraft.